# Hayato Okanaka
Hayato Okanaka (岡中 勇人 Okanaka Hayato?, nacido el 26 de septiembre de 1968 en Hyogo) es un exfutbolista japonés. Jugaba de guardameta y su último club fue el Oita Trinita de Japón.

## Trayectoria

### Clubes
| Club         | País  | Año         |
| ------------ | ----- | ----------- |
| Gamba Osaka  | Japón | 1991 - 2001 |
| Oita Trinita | Japón | 2002 - 2005 |

## Palmarés

### Títulos nacionales
| Título    | Club         | País  | Año  |
| --------- | ------------ | ----- | ---- |
| J2 League | Oita Trinita | Japón | 2002 |